# メートル法公布記念日
メートル法公布記念日（メートルほうこうふきねんび）は、日本の記念日の一つであり、4月11日である。「度量衡記念日」または「メートル記念日」とも呼ばれる。
これは、1921年（大正10年）4月11日に世界的な単位のメートル、キログラムなどを使う事を決めるメートル法が日本で公布された（それまでは尺貫法が使われていた）ことを記念する日である。しかし、メートル法が完全に実施されたのは1959年（昭和34年）からであり、土地に関する尺貫法を用いないようになったのは、1966年（昭和41年）3月31日以後である。
度量衡に関するその他の記念日としては次のものがある（日本のメートル法化#度量衡・計量の記念日等）。
- 世界計量記念日：5月20日
- 計量記念日：11月1日[2]